# Rok Kadoič
Rok Kadoič, slovenski filmski režiser, direktor fotografije in montažer, * 19. februar 1989, Kranj
Ustvaril je več glasbenih spotov za tuje in domače glasbenike. Poleg svoje vloge v filmski industriji deluje tudi kot glasbenik in podkaster. Leta 2015 je s skupino Trifekta izdal istoimenski album Trifekta EP.  
V letu 2022 je prevzel vlogo videografa bivšega UFC prvaka težke kategorije Francisa Ngannuja.

## Zasebno
Odraščal je v kranjski soseki Planina.

## Filmografija

### Glasbeni spoti (50)
- "Machette Madness" - Ramson Badbones (2019)[2]
- "Kill Da Mic" - ONYX & Snowgoons (2019)[3]
- "Dvigni pogled" - Šank Rock (2019)[4]
- "Sanje na dosegu" - Zlatan Čordić (2020)[5]
- »Kaligula« - Lies (2018)[6]
- »Pregloboko« - Mrigo and Ghet (2020)
- »Bol na Izi« - Tadi Tada feat Masayah (2021)[7]
- »Ambicije« - Tadi Tada (2021)
- »Moj Hustle« - Dwon (2021)
- »Zmaga« - Zlatan Čordić (2019)
- »Razpaljotka« - Mirko Grozny feat Sajkoslav (2018)[8]
- »Kuje v spotih« - Tadi Tada feat Drill (2020)
- »Aj jaj jaj« - Ghet (2019)
- »Odtenki Teme« - Dwon (2021)
- »Ti pa razmisl 3« - Zlatan Čordić (2018)
- »Dama« - Dwon (2022)
- »Komshlook« - Tadi Tada feat Dwon (2021)
- »Krist« - The Beat Fleet (2017)[9]
- »Zame« - Sheby (2016)[10]
- »Hail Jah« - Cyam (2015)
- »Ringolevio« - Onyx(2021)
- »Puščava« - John F.Doe (2019)[11]
- »I Am Back« - Jungle Leez (2017)
- »Misli« - Zlatan Čordić (2014)
- »Insomniac« - Lords of the underground(2020)[12]
- »Streetball« - GIN TIM (2015)
- »Zmajevo Srce« - Zlatan Čordić (2016)
- »Maš Me, Mam Te« - Trkaj (2015)
- »Čaka vas uspeh« - Zlatan Čordić (2016)
- »Gud Vajb« - Trifekta ft. Sheby (2015)[13]
- »Kaj če bi« - Sheby (2016)[14]
- »Živim za nešto« - ALi Massive (2015)
- »Lahko letela bi do zvezd« - Zlatan Čordić (2016)
- »Za Hip Hop« - Trifekta feat. Zlatan Čordić (2017)
- »The Sound« - ALi Massive (2012)
- »Vidm Sanje« - Trifekta feat. Sheby (2014)
- »BTFU« - ALi Massive (2012)
- »1Life2Live« - ALi Massive (2013)
- »Influencer« - Tadi Tada feat GImi Pro (2020)[15]
- »Society Issues« - Ali Massive (2013)
- »Reanimacija« - Trifekta (2014)
- »Dokler diham upam« - Cheba (2013)
- »Promised Land« - Ali Massive (2012)
- »Veter v laseh« - Zlatan Čordić (2016)
- »Začaran Krog« - Danč (2016)
- »Era Kera« - Zekaj Ft. Cyam (2016)
- »Revolution« - Jungle Leez ft. Cyam (2017)
- »Džabe Intro« (Tržiška Varjanta) - Joe Joe (2018)
- »Like I Really Care« - Jungle Leez (2023)
- »Crna Majka« - Ali Massive (2023)

### Reklamni spoti
- "Your time, Your rules" - oglasna kampanja iz leta 2013 za Itak Telekoma Slovenije (eden od glasbenih ustvarjalcev)[16]
- "Ohranite najdragocenejše trenutke z LG V30 - oglasna kampanja za LG Mobile (režiral).[17]

### Podkast
- "UF Podcast Slovenija" - Voditelj podkast oddaje UF[18][19][20]

## Nastopi na konferencah
- "Delaj to, kar drugi ne". TEDxPlanina. avgust 2019[21]